# Ellen White
Ellen Toni White (Aylesbury, Inglaterra; 9 de mayo de 1989) es una exfutbolista inglesa. Anunció su retirada el 22 de agosto de 2022 y su último club fue el Manchester City de la FA Women's Super League de Inglaterra. Fue internacional con la selección de Inglaterra, con la que se proclamó campeona de Europa en la Euro 2022 y en la que Inglaterra fue, además, anfitriona. Gracias a esto, fue otorgada con el título de Miembro de la Orden del Imperio Británico (MBE).

## Clubes
| Club              | País       | Año         |
| ----------------- | ---------- | ----------- |
| Chelsea           | Inglaterra | 2005 - 2008 |
| Leeds Ladies F.C. | Inglaterra | 2008 - 2010 |
| Arsenal           | Inglaterra | 2010 - 2013 |
| Notts County FC   | Inglaterra | 2014 - 2016 |
| Birmingham City   | Inglaterra | 2017 - 2019 |
| Manchester City   | Inglaterra | 2019 - 2022 |

### Hat-tricks
| Partidos en los que anotó tres o más goles | Partidos en los que anotó tres o más goles | Partidos en los que anotó tres o más goles | Partidos en los que anotó tres o más goles | Partidos en los que anotó tres o más goles | Partidos en los que anotó tres o más goles | Partidos en los que anotó tres o más goles | Partidos en los que anotó tres o más goles |
| #                                          | Fecha                                      | Lugar                                      | Equipo                                     | Rival                                      | Goles                                      | Resultado                                  | Competición                                |
| ------------------------------------------ | ------------------------------------------ | ------------------------------------------ | ------------------------------------------ | ------------------------------------------ | ------------------------------------------ | ------------------------------------------ | ------------------------------------------ |
| 1                                          | 23 de febrero de 2021                      | St George's Park, Burton upon Trent        | Inglaterra                                 | Irlanda del Norte                          | Gol · Gol · Gol                            | 6 - 0                                      | Amistoso                                   |
| 2                                          | 30 de julio de 2021                        | Estadio de Kashima, Kashima                | Reino Unido                                | Australia                                  | Gol · Gol · Gol                            | 3 - 4                                      | Juegos Olímpicos 2020                      |

## Palmarés

### Títulos nacionales
| Título                        | Club              | País       | Año     |
| ----------------------------- | ----------------- | ---------- | ------- |
| Surrey County Cup             | Chelsea           | Inglaterra | 2006    |
| Surrey County Cup             | Chelsea           | Inglaterra | 2007    |
| Surrey County Cup             | Chelsea           | Inglaterra | 2008    |
| FA Women's Premier League Cup | Leeds Ladies F.C. | Inglaterra | 2010    |
| Women's Super League          | Arsenal           | Inglaterra | 2011    |
| Women's Super League          | Arsenal           | Inglaterra | 2012    |
| Women's FA Cup                | Arsenal           | Inglaterra | 2011    |
| Women's FA Cup                | Arsenal           | Inglaterra | 2013    |
| FA Women's League Cup         | Arsenal           | Inglaterra | 2011    |
| FA Women's League Cup         | Arsenal           | Inglaterra | 2012    |
| FA Women's League Cup         | Arsenal           | Inglaterra | 2013    |
| London County FA Women's Cup  | Arsenal           | Inglaterra | 2011    |
| Women's FA Cup                | Manchester City   | Inglaterra | 2019-20 |
| FA Women's League Cup         | Manchester City   | Inglaterra | 2021-22 |

### Títulos internacionales
| Título            | Equipo     | Sede       | Año  |
| ----------------- | ---------- | ---------- | ---- |
| Eurocopa Femenina | Inglaterra | Inglaterra | 2022 |